# Les pépées font la loi
Pour plus de détails, voir Fiche technique et Distribution.
Les pépées font la loi est un film français réalisé par Raoul André sorti en 1955.

## Synopsis
Nathalie a été enlevée. La croyant impliquée dans une affaire de drogue, sa mère, Flora, n'ose alerter la police. Ses trois autres filles, Elvire, Elisabeth et Christine, vont l'aider à libérer leur sœur. Réussissant à entrer dans la bande de Casanova, le ravisseur qui agit pour M. Charles, elles vont semer la perturbation dans leur entourage et aussi inquiéter leurs maris respectifs qui feront presque échouer leur mission. Elles auront néanmoins raison des gangsters et délivreront Nathalie.

## Fiche technique
- Titre : Les pépées font la loi
- Réalisation : Raoul André, assisté de Claude Clément, Jean Léon
- Scénario, adaptation, dialogues : Raymond Caillava
- Photographie : Georges Delaunay
- Opérateur : Pierre Lebon, assisté de Nicolas Citovitch et Guy Maria
- Musique : Daniel White (Éditions R. Salvet)
- Chanson : Marguerite Monnot, Henri Contet
- Décors : Louis Le Barbenchon, Jean Taillandier
- Robes : Germaine et Corinne
- Montage : Jeanne Rongier, assistée d'Andrée Marciani
- Son : André Louis
- Maquillage : Roger Chanteau
- Coiffeur : Jacky Battini
- Photographe de plateau : Pierre Le Fauconnier
- Script-girl : Madeleine Santucci
- Régisseur général : Ernest Muller
- Régisseur adjoint : André Morin
- Tirage : L.T.C Saint-Cloud
- Caméra de location Chevereau
- Administrateur général : Martial Berthot, assisté de Paul Deschamps et Georges Boucher
- Tournage du 11 octobre au 11 décembre 1954 dans les studios Parisiens de Billancourt
- Chef de production : Émile Darbel, Pierre Gillet
- Production : Eole Production - Jeannic Films (France)
- Distribution : Jeannic Films
- Pays :  France
- Format : Pellicule Gevaert 35 mm, noir et blanc - Système sonore Euphonic Omnium Sonore
- Durée : 95 minutes
- Genre : Comédie policière
- Première présentation
  - France -  30 mars 1955
- Visa d'exploitation : 16295

## Distribution
- Suzy Prim : Flora, la mère
- Claudine Dupuis : Elvire, une fille de Flora
- Paul Dupuis : Masson, le mari d'Elvire
- Dominique Wilms : Élisabeth, autre fille de Flora
- Olivier Mathot : Robert, le mari d'Elisabeth
- Louise Carletti : Christine, autre fille de Flora
- Jean Gaven : Frédéric Langlet, le mari de Christine
- Michèle Philippe : Nathalie, la fille de Flora enlevée
- Laurent Dauthuille : Bob, le ravisseur à la face de boxeur
- Jean-Jacques Delbo : Rouge, le truand qui bat Nathalie
- André Roanne : M. Charles dit "Le Professeur"
- René Havard : Calamart, le faux employé du gaz
- Paul Péri : Casanova, le responsable de l'enlèvement
- Paul Demange : L'encaisseur à la sacoche vide
- Simone Berthier : Mlle Hortense, une amie de Flora
- Jacqueline Noëlle : La brune du café
- Yoko Tani : La fleuriste du "Lotus"
- Don Ziegler : L'Écossais
- Jérôme Goulven : Alphonse, le notaire
- Philippe Olive : Le commissaire
- Jacques Muller : Un client de l'avocat
- Jo Charrier : Albert Lemoine, employé du magasin
- Georges Demas : Un homme de la bande
- Sylvain Lévignac : Un homme de la bande
- Louis de Funès : Jeannot la Bonne Affaire, le barman du "Lotus"
- Jacques Bézard
- Simone Logeart
- Annie Hémery
- Caroline Clerc
- Betty Stresa
- Claude Reims
- Jean Filliez
- Arnaut
- Les catcheurs et catcheuses de Georges Demas